# ポリビニルアルコール
ポリビニルアルコール (polyvinyl alcohol) は合成樹脂の一種で、親水性が非常に強く、温水に可溶という特徴を持つ。
略号はPVAL、またISO標準化されていないがPVOHも用いられる。略号PVAも用いられるが、ポリ酢酸ビニルにも同じ略号が用いられ混乱がある。日本ではポバールの略称も学術用語として用いられる。

## 概要
示性式 (−CH2CH(OH)−)n はビニルアルコールの重合体のようになっているが、ビニルアルコールのモノマー（単量体）はケト-エノール互変異性により安定なアセトアルデヒドに異性化してしまうため、一般的には酢酸ビニルモノマーを重合したポリ酢酸ビニルを鹸化（けんか）して得る。
「温水に可溶」という性質は、合成樹脂の仲間では例外的なことである。これは、分子中に多くのヒドロキシ基 (−OH) があることによる。

## 歴史
1924年にドイツのW.O. HerrmannとW. Haehnelによって発明された。
日本では1939年に桜田一郎、李升基、川上博らがポリビニルアルコール繊維ビニロンの合成に成功、1949年に日本合成化学工業が「ゴーセノール」の製品名でポリビニルアルコールを生産、1950年にクラレがビニロンを生産、1958年にクラレが「クラレポバール」の製品名でポリビニルアルコールの外販を開始し、日本のポリビニルアルコール工業は1960年代には世界で最も発展した。主要なメーカーにはクラレ、日本合成化学工業、デンカ、信越化学工業、積水化学工業がある。
「ポバール」の略称は、初めクラレ社内で使用されていた略称を1944年に高分子学会が認めたもので、その由来として「アルコール」が酒類の密造と誤解されることを避けるため命名されたとの説がある。

## 反応
ポリビニルアルコールは、ヨウ素液に対して赤～青色の呈色反応を示す。これはヨウ素デンプン反応と同様にヨウ素分子がポリビニルアルコールの螺旋構造に入り込むことによる。

## 用途
接着剤や、バインダー（いわゆる「つなぎ」）、洗濯のり、FRP成型などの離型剤、コンタクトレンズ装着薬、錠剤等の製造過程における結合剤として利用されるほか、その強い親水性を生かして、界面活性剤としても利用される。ポリ酢酸ビニルやアクリル樹脂等を主成分とするエマルション系接着剤を製造する際の乳化剤としても広く用いられている。ビニロン繊維や偏光フィルムの材料としても用いられる。
文具としての液状のり（「アラビックヤマト」や「オーグルー」など）の主成分でもある。また水に溶ける性質を利用して、日本では裏のり式の郵便切手にも使われている。
昭和20年代から文化財の修復現場で古い絵の剥離の防止コートとして使われていたが、実施された当時には十分予想されていなかったポリビニルアルコールの経年劣化による再剥離・白化・不溶化が問題となった。劣化したポリビニルアルコールは従来期待されていた水や溶剤による除去が困難となっていたが、2010年代に分解酵素による除去方法が開発された。
身近な例では、ジェルボールやシート状の洗濯機用洗剤が市販されている（ジェルボールの水溶性フィルムや、シート状に固める際のつなぎとして使用されている）。
水田用除草剤のジャンボ剤（畦から水田に投げ入れる剤）も同様の例であり、水田に入らず散布でき、かつ薬剤が空中に飛散しないため、使用者に対し安全かつ省力的な農薬の剤型として、近年はよく利用されている。水稲用の殺虫剤や殺菌剤にも同様の剤型があるが、これらはパック剤と呼ばれ、また畑作用の殺虫剤や殺菌剤などの水和剤や水溶剤でも、計量を簡便化するとともに薬液調製時の飛散を防ぐ目的で同様のフィルムにより小分け包装された剤（WSB剤）がある。この例は農薬以外の薬品（防疫用殺虫剤など）においてもみられる。
また、トイレのタンクに入れる芳香洗浄剤の外装フィルムにも用いられている。（手を汚さずに投入できるほか、芳香洗浄剤をタンク底に定着させるバインダーの役割も果たしている。このため、フィルムを剥がして入れてはいけない。）
スライムを作るのにホウ砂と合わせて使われることもある。シャボン玉を割れにくくするためにポリビニルアルコール（洗濯のり）がシャボン玉液に加えられる場合がある。
2019年には白血病の治療に使われる造血幹細胞を増やすための培養液の成分として一般的な牛由来の血清アルブミンの代わりに様々な代替化学物質を添加した培養実験を東京大学とスタンフォード大学の研究チームが共同で行ったところ、ポリビニルアルコールがアルブミンの代替物質として有用であるという研究結果が発表されている。ポリビニルアルコールは液状のりの材料として大量生産されているため、安価で高品質なグレードが入手可能であることから、幹細胞治療のコスト削減に貢献すると期待されている。
がん細胞にホウ素化合物の薬剤を注射して取り込ませておき中性子をあててがん細胞を壊す放射線治療で、薬剤にポリビニルアルコールを混ぜると、薬剤がとどまり続ける時間が長くなり治療効果が大幅に高まり、マウスの実験で大腸がんがほぼ消失したことを、東京工業大学のチームが発見し、2020年1月23日に発表した。